# سيكس ناين
دانييل هيرنانديز (ولد في 8 مايو 1996)، والمعروف مهنيًا باسم 6ix9ine (تنطق «ستة تسعة») أو تيكاشي 69، هو مغني راب أمريكي. تميزت موسيقاه بأسلوب عدواني من موسيقى الراب، في حين تتميز شخصيته العامة المثيرة للجدل بشعره المميز بلون قوس قزح، والوشم الواسع، والخلافات العامة مع زملائه المشاهير، والقضايا القانونية. 
أصبح مغني الراب معروفًا على نطاق واسع في أواخر عام 2017 بعد إصدار أغنيته الأولى " Gummo ". كانت الأغنية ناجحة، وبلغت المرتبة 12 على Billboard Hot 100، وكانت معتمدة من البلاتين. أصدر تيكاشي 69 بعد ذلك اليوم البوم Mixtape Day69، والذي بلغ المرتبة الرابعة على لوحة 200، واحتوى على أغنيات " Kooda " و " Keke " و " Gotti "، وكلها تم رسمها على Hot 100. بعد ذلك ببضعة أشهر، أطلق أغنية " Fefe " الوحيدة التي ظهرت فيها مغنية الراب نيكي ميناج والمنتج Murda Beatz . يبلغ المرتبة الثالثة على Hot 100، وكان بمثابة الأغنية الرئيسية لألبومه الأول، Dummy Boy (2018).  على الرغم من الاستقبال النقدي السلبي، ظهر Dummy Boy لأول مرة في المرتبة الثانية على Billboard 200. 
حظيت الشخصية العامة الصريحة تيكاشي 69 القضايا القانونية باهتمام إعلامي كبير. لقد كان مصدرًا متكررًا للجدل لسلوكه على وسائل التواصل الاجتماعي والخلاف مع المشاهير الآخرين. في عام 2015، أقر بأنه مذنب بتهمة جناية استخدام طفل في أداء جنسي، وتلقى فترة اختبار مدتها أربع سنوات وأمر خدمة المجتمع لمدة 1000 ساعة. في عام 2018، تم القبض عليه بتهمة الابتزاز والأسلحة والمخدرات. تعهد بالذنب في تسع تهم بما في ذلك التآمر على القتل والسطو المسلح في فبراير 2019، وحكم عليه بالسجن لمدة عامين في ديسمبر 2019 بعد الشهادة ضد زملائه أعضاء Nine Trey Gangsters . ومع ذلك، تم إطلاق سراحه في وقت مبكر من أبريل 2020 (خلال جائحة فيروس كورونا 2019-2020 ) بعد مخاوف من تعرضه لـ COVID-19 بسبب حالة الربو، وبدلاً من ذلك تم وضعه في الإقامة الجبرية في الفترة المتبقية من ولايته.

## النشأة
ولد دانيال هيرنانديز في 8 مايو 1996 في بوشويك، بروكلين، مدينة نيويورك  لأم من المكسيك وأب من بورتوريكو. جاءت والدته، ناتيفيداد بيريز هيرنانديز، إلى الولايات المتحدة في عام 1988 للبحث عن حياة وفرص أفضل. كما أنها مصابة بداء السكري وأجريت لها عملية جراحية في أربع فتوق. نشأ هيرنانديز وهو يتكلم الإسبانية ويغني بالإسبانية في أغنيتيه «بيبي» و «مالا» عام 2018.
لدى هيرنانديز أخ أكبر، اسمه أوسكار أوزوريس هيرنانديز. وشم اسمه على الجانب الأيمن من رأسه.  غادر والده البيولوجي عندما كان هيرنانديز في الصف الثالث. قتل زوج والدته بالرصاص على بعد خطوات من منزل العائلة في عام 2010.  بعد القتل، تم نقل هيرنانديز إلى المستشفى بسبب الاكتئاب واضطراب الإجهاد اللاحق للصدمة. يعاني هيرنانديز أيضًا من الربو. بالانزعاج العاطفي من وفاة زوج أمه، بدأ هيرنانديز في التصرف وتم طرده في نهاية المطاف من المدرسة في الصف الثامن بسبب السلوك السيئ. وبدلاً من مواصلة تعليمه، بدأ في العمل في وظائف مختلفة مثل كونه راكبًا صغيرًا وصبي توصيل في محل بقالة لمساعدة والدته ماليًا. كما تداول هيرنانديز المخدرات لتكملة دخله، وأبرزها بيع الحشيش والهيروين في الشوارع أثناء العمل في بوديجا محلية في بروكلين. تم القبض عليه في نهاية المطاف بسبب أنشطته الإجرامية وحكم عليه بالسجن لمدة في جزيرة ريكرز، حيث بدأ في ربط نفسه بـ Nine Trey Gangsters، وهي مجموعة فرعية من عصابة شارع Bloods . بدأ هيرنانديز حياته المهنية كمغني راب في عام 2014، حيث أطلق أغاني مثل "69" و "Scumlife". تم إزالة الأغاني الأخرى بواسطة يوتيوب .

## المشوار المهني الموسيقي
بدأ هيرنانديز في إصدار أغاني الراب في عام 2014، بدءًا من "69" في أغسطس 2014 و "Pimpin" في سبتمبر 2014 و "4769" في أكتوبر 2014. على مدار السنوات الثلاث التالية، أصدر العديد من المسارات ومقاطع الفيديو بعناوين مثل "Scumlife" و "Yokai" و "Hellsing Station"، لافتًا الانتباه إلى أسلوبه الراب العدواني واستخدامه الأنمي لفيديوهاته الموسيقية. تم إصدار العديد من أغانيه المبكرة بواسطة FCK THEM، وهي شركة موسيقية مقرها سلوفاكيا. جمع الشهرة كميم على الإنترنت لشعره المصبوغ بألوان قوس قزح، والوشم المفرط والشوايات المطلية بألوان قوس قزح، وأصبح في النهاية شريكًا في مغني الراب ZillaKami. وقد تنازعوا فيما بعد بعد أن سرق هيرنانديز الآلات الموسيقية والأغاني التي صنعوها معًا.
ظهر فيلم "Poles1469"، الذي صدر في أبريل 2017، مع هيرنانديز جنبًا إلى جنب مع Trippie Redd على يوتيوب . 

## روابط خارجية
- سيكس ناين على موقع IMDb (الإنجليزية)
- سيكس ناين على موقع ميوزك برينز (الإنجليزية)
- سيكس ناين على موقع أول ميوزيك (الإنجليزية)
- سيكس ناين على موقع ديسكوغز (الإنجليزية)
- سيكس ناين على موقع ديسكوغز (الإنجليزية)
- سيكس ناين على موقع ديسكوغز (الإنجليزية)
- سيكس ناين على موقع قاعدة بيانات الفيلم (الإنجليزية)